# Égypte aux Jeux olympiques de 1912
Le khédivat d'Égypte participe pour la première fois en tant que nation aux Jeux olympiques d'été de 1912 à Stockholm en Suède avec une délégation propre en tant qu'État tributaire autonome de l'Empire ottoman. Lors des mêmes Jeux, l'Empire ottoman est aussi représenté par une autre délégation ottomane composée de deux athlètes arméniens Mkrtich Mkryan (en turc moderne, Mıgırdiç Mıgıryan) et Vahram Papazyan qui participent aux épreuves d'athlétisme. L'Égypte était également présente aux Jeux olympiques intercalaires de 1906, avec un Britannique et un Italien, inscrits dans des clubs sportifs égyptiens et donc concourant pour l’Égypte.
Le Comité olympique égyptien avait été fondé deux ans auparavant, ce qui a permis au pays d'être officiellement représenté par l'escrimeur Ahmed Mohamed Hassanein accompagné du membre égyptien du CIO, Angelo C. Bolanachi.
Hassanein participe au tournoi en épée et fleuret sans parvenir à se qualifier pour les phases finales
Il faut noter que Hassanein n'est pas forcément le premier Égyptien proprement dit à avoir participé aux Jeux olympiques puisque les rapports des Jeux olympiques de 1896 mentionnent la participation de Dionysios Kasdaglis au tournoi de tennis mais en tant que « grec » bien que citoyen britannique vivant en Égypte. Hassanein participe aux deux Jeux suivants.

## Résultats

### Escrime
| Athlète         | Épreuve | Premier Tour | Premier Tour | Quarts de finale | Quarts de finale | Demi-finales | Demi-finales | Finale   | Finale  |
| Athlète         | Épreuve | Résultat     | Rang         | Résultat         | Rang             | Résultat     | Rang         | Résultat | Rang    |
| --------------- | ------- | ------------ | ------------ | ---------------- | ---------------- | ------------ | ------------ | -------- | ------- |
| Ahmed Hassanein | Fleuret | défaites     | NC           | Éliminé          | Éliminé          | Éliminé      | Éliminé      | Éliminé  | Éliminé |
| Ahmed Hassanein | Épée    | défaites     | NC           | Éliminé          | Éliminé          | Éliminé      | Éliminé      | Éliminé  | Éliminé |